# Curt von Kessinger

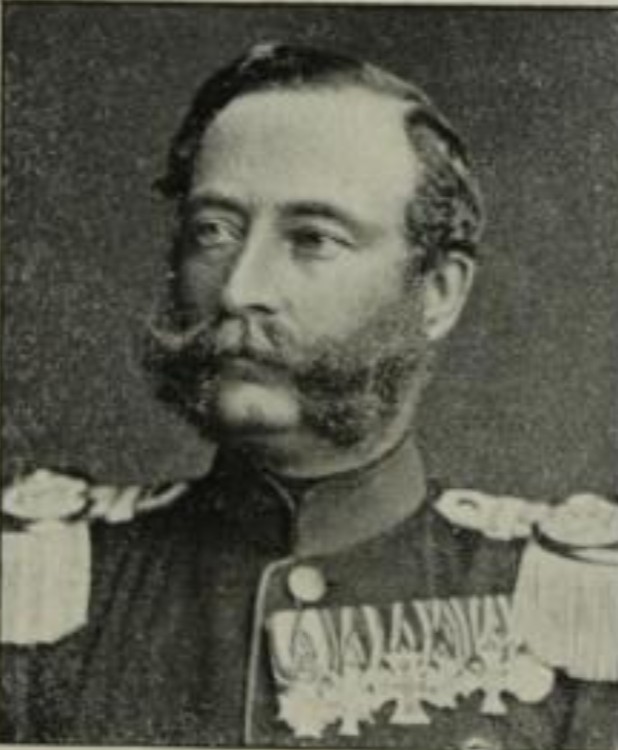
Curt von Kessinger

Curt von Kessinger (* 5. April 1828 in Baselitz; † 22. November 1914 in Jena) war ein sächsischer Generalmajor.

## Leben
Er heiratete 1857 in Prossen Klara Brockhaus (* 25. Februar 1833; † 28. März 1899), Tochter des Verlegers Friedrich Brockhaus. Der gemeinsame Sohn Friedrich wurde Generalmajor der Reichswehr. Curt von Kessinger trat 1843 in den Kadettenkorps der sächsischen Armee ein und wurde nach langjähriger Erziehung im Jahr 1848 zum Fähnrich ernannt. Er avancierte am 25. Januar 1849 zum Leutnant beim 13. Linien-Infanterie-Regiment Prinz Albert und durchlief im Regiment zunächst eine gewöhnliche militärische Laufbahn, wonach er 1850 zum Oberleutnant und 1863 zum Hauptmann befördert  wurde. Er nahm innerhalb seines Verbandes am Krieg gegen Preußen teil. Nach Niederlage des Königreich Sachsen und anschließender Neuorganisation der sächsischen Armee wurde er 1867 zum Major befördert und dem neuformierten Königlich-Sächsischen 6. Infanterie-Regiment Nr. 105 „König Wilhelm II. von Württemberg“ zugeteilt. Nach dem Krieg gegen Frankreich, wo er am 29. September 1870 mit dem Ritterkreuz des Militär-St.-Heinrichs-Ordens ausgezeichnet wurde, wurde er 1873 zum Oberstleutnant befördert. Nach Beförderung zum Oberst am 21. April 1875 wurde er Kommandeur des 7. Kgl. Sächs. Infanterie-Regiments „König Georg“ Nr. 106. Er schied am 21. Juni 1883 als Generalmajor aus der Armee aus.